# Stefan Knop
Stefan Tobias Knop (* 1971) ist ein deutscher Hämatologe und Onkologe und Professor an der Julius-Maximilians-Universität Würzburg.

## Leben
Knop stammt aus der baden-württembergischen Kleinstadt Balingen und studierte nach dem Abitur Humanmedizin an der Eberhard Karls Universität Tübingen. Nach dem Abschluss des medizinischen Staatsexamens promovierte er im Jahr 2000 zum Thema „Einsatz des Zytoprotektivums Amifostin zur Reduktion toxischer Nebenwirkungen einer Chemotherapie mit den Zytostatika Cisplatin und Ifosfamid“. Bis 2005 absolvierte er eine fünfjährige Weiterbildungszeit am Universitätsklinikum Tübingen und wechselte dann an das Universitätsklinikum Würzburg, wo er sich im Jahr 2010 habilitierte. Am 22. Dezember 2015 wurde Knop in Würzburg zum Universitätsprofessor für „Klinische und Translationale Myelomforschung“ ernannt.

## Wirken
Knop beschäftigt sich in seiner klinischen und wissenschaftlichen Tätigkeit vor allem mit dem Multiplen Myelom, einer Krebserkrankung des Knochenmarks. Hierfür erfolgte am Universitätsklinikum Würzburg unter anderem die Gründung der „Wilhelm-Sander-Therapieeinheit Multiples Myelom“, die von der Wilhelm-Sander-Stiftung gefördert und von Knop zusammen mit Hermann Einsele geleitet wird. Einen besonderen Schwerpunkt legt Knop ferner auf die Lehre. So erhielt er unter anderem 2012 für seine extracurriculäre Vorlesungsreihe „Differentialdiagnose der Inneren Medizin“ den mit 10.000 Euro dotierten Albert-Kölliker-Lehrpreis der medizinischen Fakultät der Julius-Maximilians-Universität Würzburg. Seit November 2021 ist er der Ärztliche Leiter der Medizinischen Klinik 5 für Hämatologie, Onkologie und Stammzelltransplantation des Klinikums Nürnberg.